# Финал чемпионата мира по футболу 2018
Финал чемпионата мира по футболу 2018 — футбольный матч, проведённый с целью определить победителя чемпионата мира по футболу 2018. Данный финал стал 20-м по счёту финалом чемпионатов мира по футболу (на чемпионате мира 1950 года формально не было финального матча). Игра состоялась в Москве на стадионе «Лужники».
Победителем чемпионата мира стала сборная Франции, второй раз в своей истории.

## История встреч
Всего в своей истории (до этого матча) эти две команды встречались 5 раз, в которых французы одержали 3 победы, хорваты — 0, а ещё 2 матча закончились с ничейным счётом. 1 раз команды встречались в рамках чемпионатов мира, в 1998 году в полуфинале Чемпионата мира во Франции:
- Чемпионат мира по футболу 1998, Полуфинал:  Франция —  Хорватия — 2:1
- Товарищеский матч, 1999:  Франция —  Хорватия — 3:0
- Товарищеский матч, 2000:  Хорватия —  Франция — 0:2
- Чемпионат Европы по футболу 2004, 2 тур Группа В:  Хорватия —  Франция — 2:2
- Товарищеский матч, 2011:  Франция —  Хорватия — 0:0

## Место

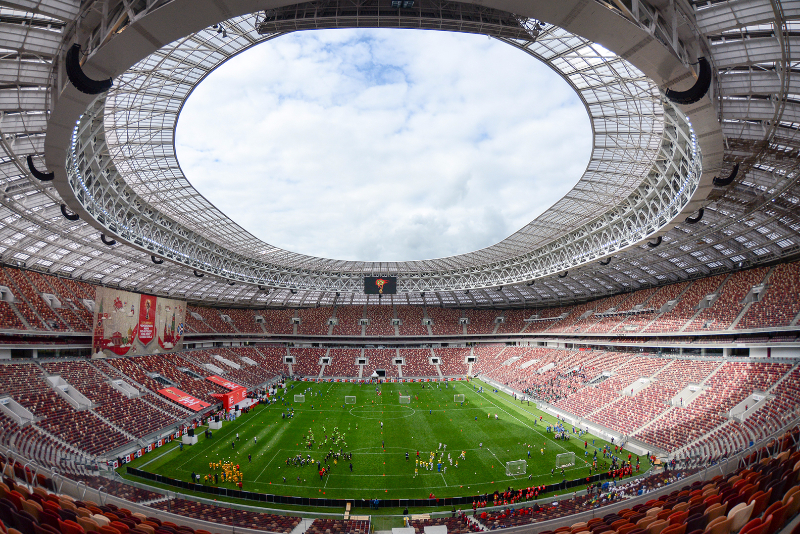
Стадион «Лужники» в Москве

Финал состоялся в Москве на стадионе «Лужники» в районе «Хамовники» Центрального административного округа. В качестве места проведения финала чемпионата мира по футболу стадион был окончательно утверждён 14 декабря 2012 года после заседания Исполнительного комитета ФИФА в Токио. Всего на стадионе прошло 7 матчей, включая матч открытия 14 июня и второй полуфинальный матч 11 июля.
Стадион «Лужники», до 1992 года известный как «Большая спортивная арена Центрального стадиона имени В. И. Ленина», был открыт в 1956 году в качестве части одноимённого олимпийского комплекса. Стадион служил основным местом проведения домашних игр сборной СССР, а позднее и сборной России. В разное время стадион использовался в качестве домашней арены для таких московских клубов, как ЦСКА, «Торпедо» и «Спартак». В настоящее время привязки к определённому клубу у стадиона нет. Ожидается, что стадион с 2019 года станет эксклюзивным местом проведения финалов Кубка России по футболу.
На стадионе проводятся многочисленные международные спортивные соревнования. Стадион был главным местом проведения летних Олимпийских игр 1980, именно здесь проводилась церемония их открытия и закрытия, разыгрывались медали в легкой атлетике, футболе и конном спорте. В 1999 году на стадионе состоялся финал Кубка УЕФА, а в 2008 году — финал Лиги чемпионов УЕФА. В 2013 году на этой арене проходил чемпионат мира по регби-7 и чемпионат мира по лёгкой атлетике. Именно здесь в своё время выступали Майкл Джексон, The Rolling Stones, Мадонна, Metallica, Кино, U2 и Red Hot Chili Peppers.
«Лужники» как стадион относится к четвёртой (высшей) категории стадионов УЕФА. Московский стадион — крупнейший, принимающий чемпионат мира 2018 с максимальной вместимостью 81 006 человек. Также «Лужники» являются крупнейшим стадионом в Восточной Европе и восьмым по Европе в целом. Реконструкция стадиона началась в августе 2013 года, проект был завершён в 2017 году, общая стоимость составила 350 миллионов евро.

## Предыстория
После вылета сборных Уругвая и Бразилии в 1/4 финала, обладателем кубка уже в четвёртый раз подряд гарантированно стала европейская сборная. Финальный матч также стал девятым европейским финалом в истории чемпионатов мира; последний раз команды из Европы встречались в финале чемпионата мира совсем недавно: в 2006 и 2010 году.
Этот матч стал третьим финалом чемпионата мира для Франции: впервые команда попала в финал на домашнем чемпионате в 1998 году и сумела завоевать свой первый титул (в финале со счётом 3:0 были повержены действующие на тот момент чемпионы — сборная Бразилии). В 2006 году Франция также попала в финал, но тогда уступила в серии послематчевых пенальти сборной Италии (основное время закончилось вничью 1:1). Из европейских сборных только Германия (восемь) и Италия (шесть) больше раз играли в финальных матчах чемпионатов мира. Дидье Дешам стал третьим человеком в мире после немца Франца Беккенбауэра и бразильца Марио Загалло, которому удалось выиграть финал чемпионата мира и в качестве игрока, и в качестве тренера.
Сборная Хорватии принимала участие в чемпионате мира в пятый раз, а в финале играла впервые. Хорватия стала десятой командой в Европе и тринадцатой в мире, когда-либо игравшей в главном матче мирового первенства. С населением чуть более четырёх миллионов человек Хорватия стала второй самой маленькой страной, когда-либо игравшей в финале Кубка мира, уступая только Уругваю (двукратный чемпион мира) с населением в три с половиной миллиона человек. До этого чемпионата лучшим выступлением Хорватии в истории был чемпионат мира 1998. Тогда хорваты дебютировали на турнире и смогли завоевать бронзовые медали, (в полуфинале Хорватия со счётом 2:1 уступила будущим чемпионам французам, а в матче за третье место с таким же счётом одолела голландцев).
Финал стал шестой встречей команд Франции и Хорватии в истории. К моменту начала матча Франция в этом противостоянии оставалась непобеждённой (три победы при двух ничьих). Примечательно, что эти же сборные играли в полуфинале чемпионата мира 1998 года. Тогда, на домашнем для себя чемпионате мира, французы выиграли со счётом 2:1 и не пустили хорватов в финал. Также эти команды попали в одну группу на португальском Евро-2004, их очная встреча завершилась со счётом 2:2. Последней игрой между Францией и Хорватией была товарищеская встреча в марте 2011 года, завершившаяся вничью 0:0.

## Путь к финалу
| Поз | Команда   | И | В | Н | П | МЗ | МП | РМ | О | Квалификация     |
| --- | --------- | - | - | - | - | -- | -- | -- | - | ---------------- |
| 1   | Франция   | 3 | 2 | 1 | 0 | 3  | 1  | +2 | 7 | Выход в плей-офф |
| 2   | Дания     | 3 | 1 | 2 | 0 | 2  | 1  | +1 | 5 | Выход в плей-офф |
| 3   | Перу      | 3 | 1 | 0 | 2 | 2  | 2  | 0  | 3 |                  |
| 4   | Австралия | 3 | 0 | 1 | 2 | 2  | 5  | −3 | 1 |                  |

| Поз | Команда   | И | В | Н | П | МЗ | МП | РМ | О | Квалификация     |
| --- | --------- | - | - | - | - | -- | -- | -- | - | ---------------- |
| 1   | Хорватия  | 3 | 3 | 0 | 0 | 7  | 1  | +6 | 9 | Выход в плей-офф |
| 2   | Аргентина | 3 | 1 | 1 | 1 | 3  | 5  | −2 | 4 | Выход в плей-офф |
| 3   | Нигерия   | 3 | 1 | 0 | 2 | 3  | 4  | −1 | 3 |                  |
| 4   | Исландия  | 3 | 0 | 1 | 2 | 2  | 5  | −3 | 1 |                  |

## Перед матчем

### Официальный мяч
Официальным мячом финала стал мяч Telstar Metchta (красный вариант Adidas Telstar 18, который ранее использовался в плей-офф). Telstar Metchta был сделан по такой же технологии, что и официальный мяч предыдущего чемпионата мира — Brazuca, но с некоторыми изменениями в дизайне.

### Судейская бригада

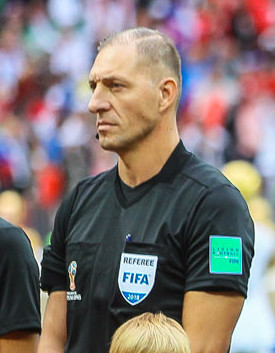
Нестор Питана, судья, назначенный на финальный матч

12 июля 2018 года судейским комитетом ФИФА было объявлено, что бригаду судей на финале чемпионата мира по футболу 2018 будет возглавлять аргентинский судья Нестор Питана. Финальная встреча стала для Питаны пятой на турнире в качестве главного судьи; также аргентинский судья стал вторым в истории чемпионатов мира судьёй, который судил как матч открытия, так и финал  на одном чемпионате мира. На мундиале Питана обслужил матч группового этапа, а также два матча 1/8 финала и одну четвертьфинальную встречу. Нестор Питана также был главным судьёй на четырёх матчах чемпионата мира 2014. Его соотечественники Эрнан Майдана и Хуан Пабло Белатти были выбраны в качестве помощников главного судьи, голландский судья Бьорн Кёйперс стал четвёртым судьёй, другой голландец Эрвин Зейнстра — видеопомощником судьи. Итальянец Массимилиано Иррати получил назначение на должность видеопомощника судьи. Также видеопомощниками судьми были выбраны аргентинец Мауро Вильяно, чилиец Карлос Астроза и голландец Данни Маккели.

### Церемония закрытия
Перед началом матча прошла церемония закрытия чемпионата, на которой прозвучала официальная песня турнира Live It Up, которую исполнили Уилл Смит, Ники Джем и Эра Истрефи. Джем также исполнил песню X (Equis), надев рубашку в честь Джея Бальвина. Оперная певица Аида Гарифуллина исполнила песню[уточнить] Калинка в сопровождении детского хора. В ударной группе присутствовал Роналдиньо. Кубок мира ФИФА представил Филипп Лам, капитан немецкой сборной в победном для Германии финале чемпионата мира 2014, и Наталья Водянова, российская супермодель.

## Матч
Сборные Франции и Хорватии начали финальный матч в 18:00 по московскому времени (15:00 UTC), при температуре +27 °C. Матч прошёл в небольшую грозу. На стадионе «Лужники» присутствовали 78 011 человек, в том числе десять глав государств, среди которых были президент России Владимир Путин, президент Франции Эмманюэль Макрон и президент Хорватии Колинда Грабар-Китарович. На финальный матч вышли те же составы, которые играли в полуфиналах.
Хорватия имела преимущество во владении мячом и больше моментов в начале первого тайма, так как, в основном, мяч был на французской половине поля. Во время французской контратаки Марцело Брозович сбил Антуана Гризманна, что было признано нарушением правил, хотя хорваты были с этим не согласны. В инциденте Гризманн начал заваливаться на газон ещё до контакта с Брозовичем. В 27 метрах от ворот Гризманн сделал подачу со штрафного, и после рикошета от хорватского форварда Марио Манджукича мяч влетел в сетку ворот; таким образом, на 18-й минуте встречи Франция повела в счёте. Этот автогол стал первым в истории финалов на чемпионатах мира и двенадцатым на этом мировом первенстве.
Десять минут спустя, после подачи Луки Модрича со штрафного, Домагой Вида сделал голевую передачу на Ивана Перишича, который и сравнял счёт. На 34-й минуте матча после просмотра VAR Питана назначил в ворота Хорватии пенальти, вследствие попадания мяча в руку хорватского нападающего Перишича. Пенальти реализовал Гризманн; таким образом, к перерыву сборная Франции вела со счётом 2:1. Последний раз три мяча в первом тайме финального матча чемпионата мира забивали сборные Германии и Нидерландов в 1974 году. К перерыву Франция, при двух забитых мячах, имела только один удар в створ и только 34% владения мячом.
В начале второго тайма игра была ненадолго приостановлена после того, как на поле, прервав атаку хорватов, выбежали несколько человек, которых преследовали сотрудники службы безопасности; российская феминистская рок-группа и протестная группа Pussy Riot вскоре взяла ответственность за это противозаконное действие на себя. На 59-й минуте матча Франция увеличила отрыв от противника, сделав счёт 3:1 после второго удара Поля Погба. Шестью минутами спустя девятнадцатилетний Килиан Мбаппе ударом из-за пределов штрафной забил четвёртый гол, став первым футболистом со времён Пеле, когда-либо забивавшим в финале чемпионата мира в таком возрасте. После ошибки вратаря французов Уго Льориса Марио Манджукич на 69-й минуте забил второй гол Хорватии в финале. Несмотря на все попытки Хорватии забить ещё, матч закончился со счётом 4:2. Последний раз шесть голов в финале чемпионата мира забивали в 1966 году (при этом два гола тогда было забито в дополнительное время).

### Отчёт о матче
| Франция                                                               | 4:2     | Хорватия                      |
| --------------------------------------------------------------------- | ------- | ----------------------------- |
| - Манджукич 18′ (авт.) - Гризманн 38′ (пен.) - Погба 59′ - Мбаппе 65′ | (отчёт) | - Перишич 28′ - Манджукич 69′ |

| Франция | Хорватия |

| Вр              | 1  | Уго Льорис (к)   |     |     |
| Защ             | 2  | Бенжамен Павар   |     |     |
| Защ             | 4  | Рафаэль Варан    |     |     |
| Защ             | 5  | Самюэль Умтити   |     |     |
| Защ             | 21 | Лукас Эрнандес   | 41' |     |
| ПЗ              | 6  | Поль Погба       |     |     |
| ПЗ              | 13 | Н'Голо Канте     | 27' | 55' |
| ПЗ              | 10 | Килиан Мбаппе    |     |     |
| ПЗ              | 7  | Антуан Гризманн  |     |     |
| ПЗ              | 14 | Блез Матюиди     |     | 73' |
| Нап             | 9  | Оливье Жиру      |     | 81' |
| Замены:         |    |                  |     |     |
| ПЗ              | 15 | Стивен Н’Зонзи   |     | 55' |
| ПЗ              | 12 | Корантен Толиссо |     | 73' |
| Нап             | 18 | Набиль Фекир     |     | 81' |
| Главный тренер: |    |                  |     |     |
| Дидье Дешам     |    |                  |     |     |

| Вр              | 23 | Даниел Субашич   |       |     |
| Защ             | 2  | Шиме Врсалько    | 90+2' |     |
| Защ             | 6  | Деян Ловрен      |       |     |
| Защ             | 21 | Домагой Вида     |       |     |
| Защ             | 3  | Иван Стринич     |       | 81' |
| ПЗ              | 7  | Иван Ракитич     |       |     |
| ПЗ              | 11 | Марцело Брозович |       |     |
| ПЗ              | 18 | Анте Ребич       |       | 71' |
| ПЗ              | 10 | Лука Модрич (к)  |       |     |
| ПЗ              | 4  | Иван Перишич     |       |     |
| Нап             | 17 | Марио Манджукич  |       |     |
| Замены:         |    |                  |       |     |
| Нап             | 9  | Андрей Крамарич  |       | 71' |
| Нап             | 20 | Марко Пьяца      |       | 81' |
| Главный тренер: |    |                  |       |     |
| Златко Далич    |    |                  |       |     |

| Игрок матча: Антуан Гризманн (Франция) Помощники судьи: Эрнан Майдана (Аргентина) Хуан Пабло Беллати (Аргентина) Резервный судья: Бьорн Кёйперс (Нидерланды) Видеопомощник арбитра: Эрвин Зейнстра (Нидерланды) Ассистенты видеопомощника арбитра: Массимилиано Иррати (Италия) Ассистенты видеопомощника арбитра: Мауро Вильяно (Аргентина) Карлос Астроза (Чили) Данни Маккели (Нидерланды) | Регламент матча: - 90 минут основного времени. - 30 минут дополнительного времени в случае ничейного счёта. - Послематчевые пенальти в случае ничейного счёта по истечении дополнительного времени. - Максимум три замены, четвёртая возможна в дополнительное время. |

## После матча

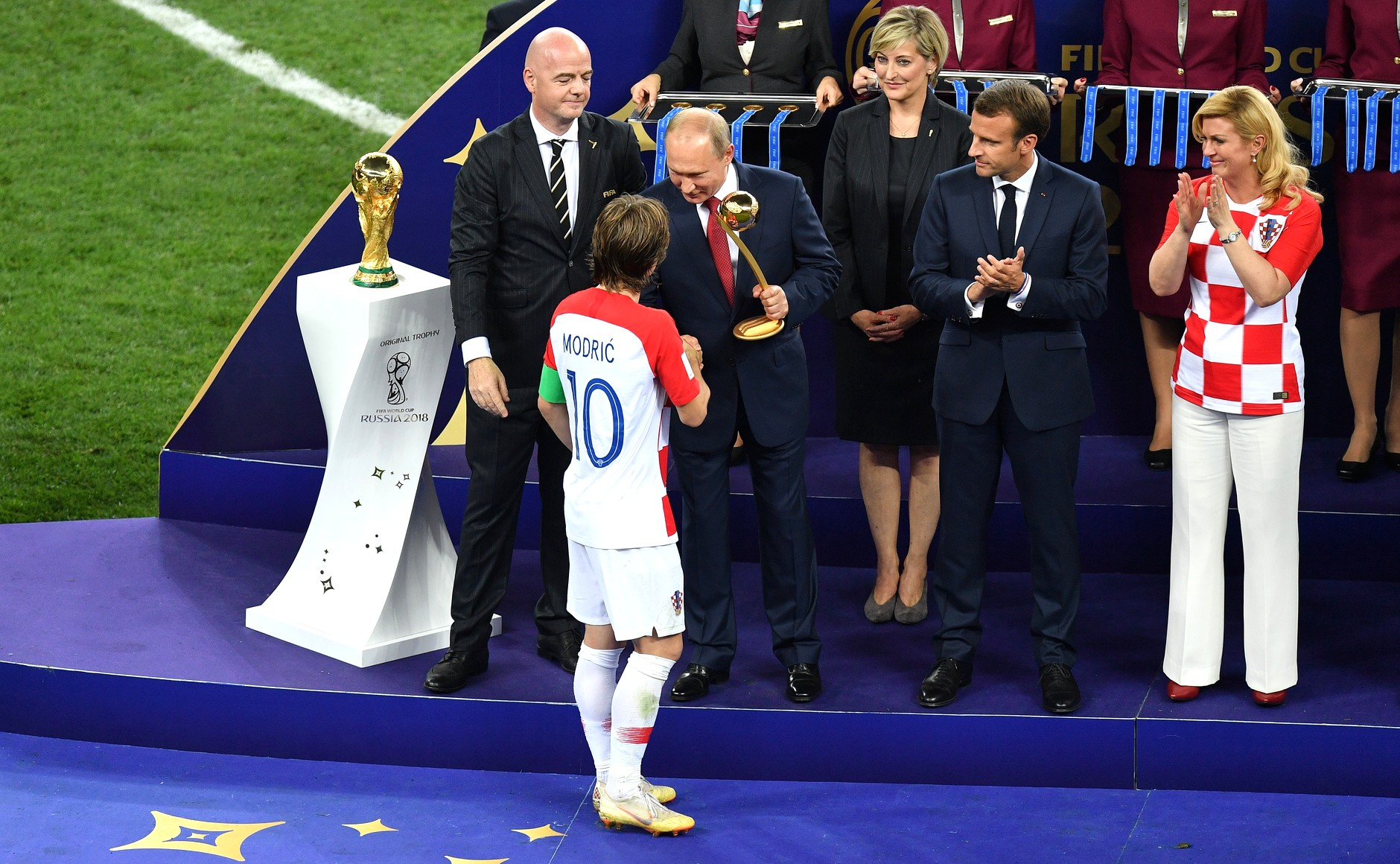
Капитан сборной Хорватии Лука Модрич получает трофей лучшего игрока чемпионата мира из рук президента России Владимира Путина

Франция стала шестой сборной в истории соревнования, которая выигрывала чемпионат мира более одного раза. Дидье Дешам стал третьим человеком, который выигрывал чемпионат мира как в качестве игрока, так и в качестве тренера. В финале было забито шесть мячей — больше забивали только в финальном матче чемпионата мира 1958 Бразилия — Швеция. Победу трёхцветных праздновал весь Париж, включая 90 000 человек в фан-зоне Эйфелевой башни и около миллиона человек на Елисейских полях.
Капитан сборной Хорватии Лука Модрич выиграл Золотой мяч — приз лучшему игроку турнира. Антуан Гризманн был признан лучшим игроком встречи, также Гризманн стал обладателем Бронзового мяча и Серебряной бутсы (четыре гола и две голевые передачи). Килиан Мбаппе был признан лучшим молодым игроком турнира.

## Спортивные рекорды
- Матч стал самым результативным (6 голов) финалом чемпионата мира по футболу за последние 52 года и разделил второе место по результативности с финалами ЧМ-1930, ЧМ-1938 и ЧМ-1966 (которые, кроме того, завершились с аналогичным счётом 4:2). На первом месте остаётся финал ЧМ-1958, в котором было забито в общей сложности 7 мячей.
- Впервые в истории в финале чемпионата мира по футболу был забит автогол.